# Paulo Cunha (empresário)
Paulo Guilherme Aguiar Cunha (Rio de Janeiro, 1 de abril de 1940 — Rio de Janeiro, 3 de julho de 2022), conhecido como Paulo Cunha foi um empresário brasileiro, presidente do Conselho de Administração do Grupo Ultra. É conhecido por possuir forte perfil nacionalista, ser referência no debate sobre o desenvolvimento industrial brasileiro e ter sido muitas vezes convidado a assumir ministérios no campo da economia (mas sem nunca ter aceitado).

## Trajetória Profissional
Paulo Cunha nasceu no Rio de Janeiro em 1º de março de 1940, filho de pai militar e mãe professora primária.
Formou-se em engenharia industrial mecânica na Pontifícia Universidade Católica do Rio de Janeiro. (PUC-RJ)  Começou sua vida profissional na Petrobras no início da década de 1960, em que ingressou por meio de concurso público. 
Em 1967, Paulo Cunha se transferiu para o Ultra, a convite de Pery Igel, então presidente da empresa. Atuou então na Ultrafértil, na área de desenvolvimento de fertilizantes, e colaborou na criação da Petroquímica União. Foi o principal formulador da criação da Oxiteno, hoje maior fabricante de óxido de etenol e seus derivados na América Latina.
Em 1973, Paulo Cunha foi alçado a vice-presidente do Ultra. Em 1981, tornou-se presidente. Poucos anos mais tarde, tornou-se acionista da companhia, em virtude de plano de concebido por Pery Igel para alinhar os objetivos de criação de valor dos acionistas e de seus principais executivos, Igel outorgou ações do Ultra a esses executivos, vinculadas a um compromisso de permanência de vinte anos na companhia.
Em 1998, Paulo Cunha foi convidado e recusou o convite para ser o ministro do Desenvolvimento, durante o governo FHC.
Apesar de sua posição de destaque, o executivo sempre foi extremamente discreto e limitou sua aparição a raras palestras técnicas e raras entrevistas. Em 2007, deixou a presidência executiva do Grupo Ultra para se dedicar à presidência do Conselho de Administração.
Como presidente executivo e presidente do Conselho de Administração, até 2006, liderou a abertura de capital do Ultra, em 1999, e iniciou uma série de aquisições que consolidaram a liderança da Ultragaz no mercado brasileiro de gás LP. Iniciou a expansão internacional da Oxiteno, que levou a empresa à posição de líder no mercado latino-americano. Em 2007, transferiu a presidência executiva a Pedro Wongtschowski. 
Como presidente do conselho, liderou a criação de duas novas áreas de negócios no Ultra, com as aquisições de Ipiranga e Extrafarma. Em 2011, anunciou a migração das ações da companhia para o Novo Mercado da BM&F Bovespa, o segmento da bolsa brasileira exclusivo para as companhias com mais altos padrões de governança corporativa.

## Morte
Morreu no dia 3 de julho de 2022 aos 82 anos no Rio de Janeiro.